# Imunoglobulin G

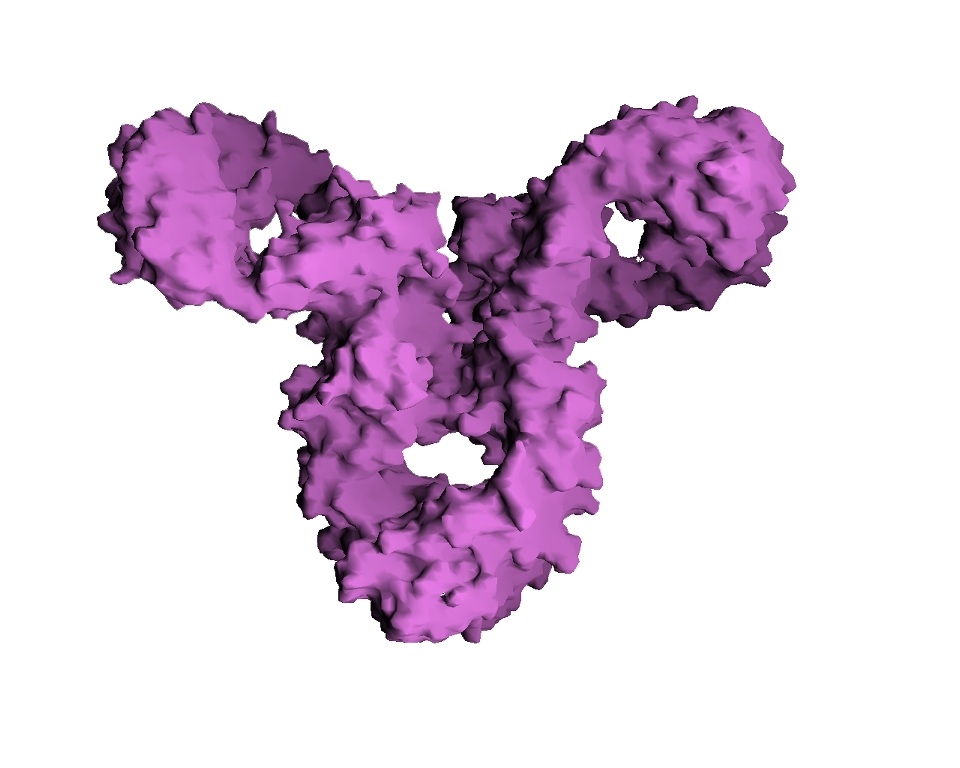
Molekula IgG

Imunoglobulin G (IgG) je se svým 75% zastoupením mezi sérovými imunoglobuliny nejhojnější třídou protilátek v krvi a tkáňovém moku savců a podílí se na vytváření imunity organismu. Z biochemického hlediska se jedná o globuliny (ve vodě rozpustné komplexní proteiny kulovitého tvaru), složené ze dvou identických lehkých a těžkých řetězců, uspořádaných do tvaru písmene Y. Molekuly IgG jsou syntetizovány a secernovány plazmatickými buňkami.

## Funkce
Hlavní funkcí IgG je vazba na antigen a je tudíž jednou z hlavních součástí humorální složky imunitní odpovědi. Umožňuje pevnou adhezi mezi fagocytem a fagocytujícím objektem, a to zejména v placentě, kterou je schopen procházet. Vytváří obranyschopnost fetu v období, kdy jeho vlastní imunitní mechanismy nejsou dostatečně vyvinuty. Dále snadno proniká do extravasálních prostor (intersticium), kde neutralizuje bakteriální toxiny. Průměrná koncentrace IgG v lidské plazmě činí 15 mg/ml (rozmezí 7 – 16 mg/ml).
Testováním IgG z krve nelze určit alergie, ačkoliv někteří lékaři slibují tímto způsobem např. diagnostiku potravinových alergenů.

## Struktura
Imunoglobuliny třídy G jsou biomolekuly, vážící kolem 150 kDa, skládající se ze čtyř peptidových řetězců; dvou těžkých třídy γ, vážících kolem 50 kDa a dvou lehkých, s hmotností přibližně 25 kDa. IgG má tetramerní kvartérní strukturu. Řetězce imunoglobuliny jsou mezi sebou spojeny disulfidickými můstky.

## Podtřídy
U člověka se vyskytují celkem 4 podtřídy imunoglobulinu G, očíslované podle jejich relativního zastoupení v krevním séru: IgG1 (nejhojnější), IgG2, IgG3, IgG4.